# Phascolosorex
Phascolosorex é um gênero de marsupial da família Dasyuridae. Os animais deste gênero são conhecidos como narrows.

## Espécies
- Phascolosorex brevicaudata
- Phascolosorex doriae (Thomas, 1886)
- Phascolosorex dorsalis (Peters & Doria, 1876)